# La clinica dell'amore (film 1976)
La clinica dell'amore è un film commedia sexy all'italiana del 1976 diretto da Renato Cadueri.

## Trama
Investigatori privati indagano su una presunta relazione extraconiugale su incarico di una cliente donna. Si imbattono in una clinica privata per problemi sessuali, dove il marito della cliente si è fatto ricoverare.